# Gerda Wegener
Pour les articles homonymes, voir Gerda et Wegener.
 (août 2020).
Si vous disposez d'ouvrages ou d'articles de référence ou si vous connaissez des sites web de qualité traitant du thème abordé ici, merci de compléter l'article en donnant les références utiles à sa vérifiabilité et en les liant à la section « Notes et références ».
Gerda Wegener, née Gottlieb le 15 mars 1886 à Hammelev et morte le 28 juillet 1940 à Frederiksberg, est une portraitiste, peintre de genre, caricaturiste, dessinatrice et illustratrice franco-danoise.

## Biographie
Originaire d'une famille française[réf. nécessaire] émigrée au Danemark au XVIIIe siècle, Gerda Marie Frederikke Gottlieb naît à Hammelev, près de la cité de Grenå. En 1902, elle entre à l'école des beaux-arts de Copenhague,.
Elle épouse en 1904 Lili Elbe, qui n'avait alors pas encore entamé sa transition et était connue comme peintre sous le nom de Einar Wegener. Gerda Wegener participe à la Charlottenborg Spring Exhibition jusqu'en 1909. Le couple se lie au sculpteur Rudolph Tegner.
Le couple voyage en Italie, en Angleterre et en France, où il se fixe à Paris, au Champ de Mars, à partir de 1912.

## Première Guerre mondiale (1914-1918)
Lorsque la guerre éclate en 1914, le couple Wegener est en France, de nouvelles propositions de travail s'offrent alors à Gerda Wegener en tant qu'illustratrice de presse caricaturiste. Elle collabore ainsi avec différents journaux pendant la période de la première guerre mondiale.
La caricature est un élément important de la presse durant la guerre. Elle est définie comme une « représentation grotesque, en dessin, en peinture, etc., obtenue par l'exagération et la déformation des traits caractéristiques du visage ou des proportions du corps, dans une intention satirique ». Elle permet notamment de « s'adresser à un public de personnes non lettrées et de saisir plus rapidement qu'un texte les enjeux d'un débat politique ».
Avec la guerre, l'objectif des caricaturistes est de frapper les esprits. Il s'agit avant tout de « faire écho à la mémoire visuelle des spectateurs afin de prolonger les stéréotypes au nom d'une efficacité maximale ».

### Journaux, périodiques et magazines de guerre

#### Monjoie
Entre janvier et février 1914, Gerda Wegener travaille de façon étroite avec le périodique « Montjoie ! » dirigé par Riciotto Canudo. Le journal se veut être « un organe de ralliement qui manquait à tous les artistes d'avant-garde, dans tous les domaines de l'esprit ». Lorsque la guerre éclate, sa collaboration avec le périodique s'achève.

#### La Baïonnette

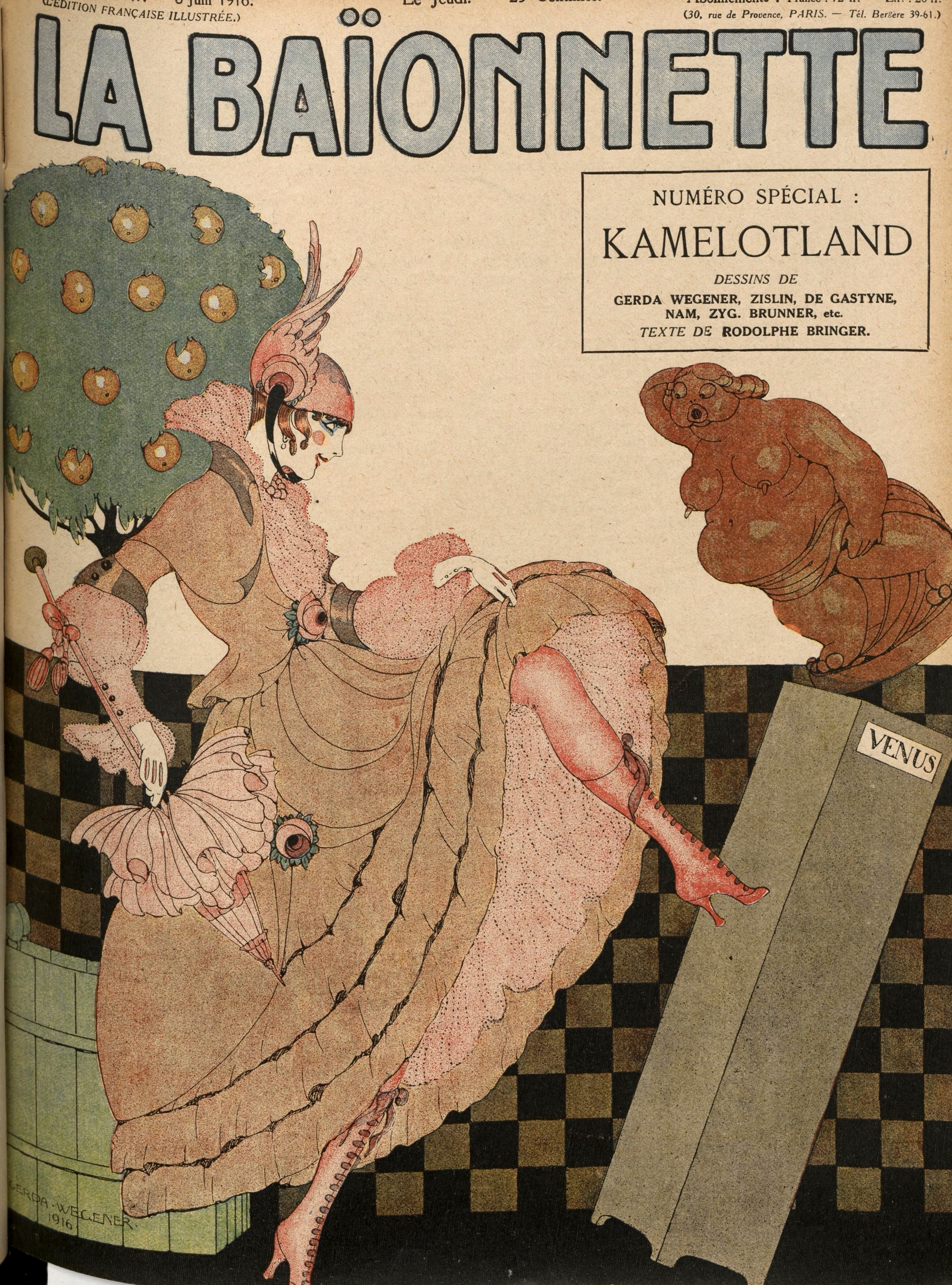
Gerda Wegener, couverture de La Baïonnette – 8 juin 1916

Gerda Wegener investit ses talents de dessinatrice dans la presse satirique française de l'époque et collabore avec des journaux de guerre. Sa collaboration la plus importante se fera avec le journal La Baïonnette.
Gerda Wegener va réaliser de nombreux dessins pour le journal durant sa collaboration, dont plusieurs pages de couverture ainsi que des numéros complets.
Elle réalise une première de couverture le 8 juin 1916 intitulée Kamelotland. Dans cette illustration, le titre est un premier pas pour nous faire comprendre le sens de celle-ci. Une interprétation commune voudrait que le mot « Kamelot » fait référence au terme « camelote », c'est-à-dire de mauvaise qualité. Il est écrit avec la lettre « K » pour faire référence à l'Allemagne puisque de nombreux mots français commençant par un « C » s'écrive avec un « K » quand ils sont traduits en allemand. Sur cette illustration, nous voyons également une femme, coiffée d'un chapeau ailé pouvant faire référence à Hermès, poussant le socle d'une statue où est inscrit le mot « Vénus ». La figure de la Vénus est à l'opposé des représentations traditionnelles. De fait, la femme serait comme un « messager des dieux », tout comme Hermès, mettant fin à cette idéal grotesque et au Kamelotland par la mise à terre de la statue. Même si rien ne l'indique, on peut facilement supposer que la jeune femme est française, et donc qu'elle représente ici la France mettant à terre la « camelote allemande » pour imposer « sa qualité française ». Par l'utilisation de cette allégorie de la France, Gerda Wegener montre que son pays d'adoption mettra à terre l'Allemagne, sans jamais citer personne, ni attaquer le pays de manière frontale, puisqu'il est question du Kamelotland un pays imaginaire.

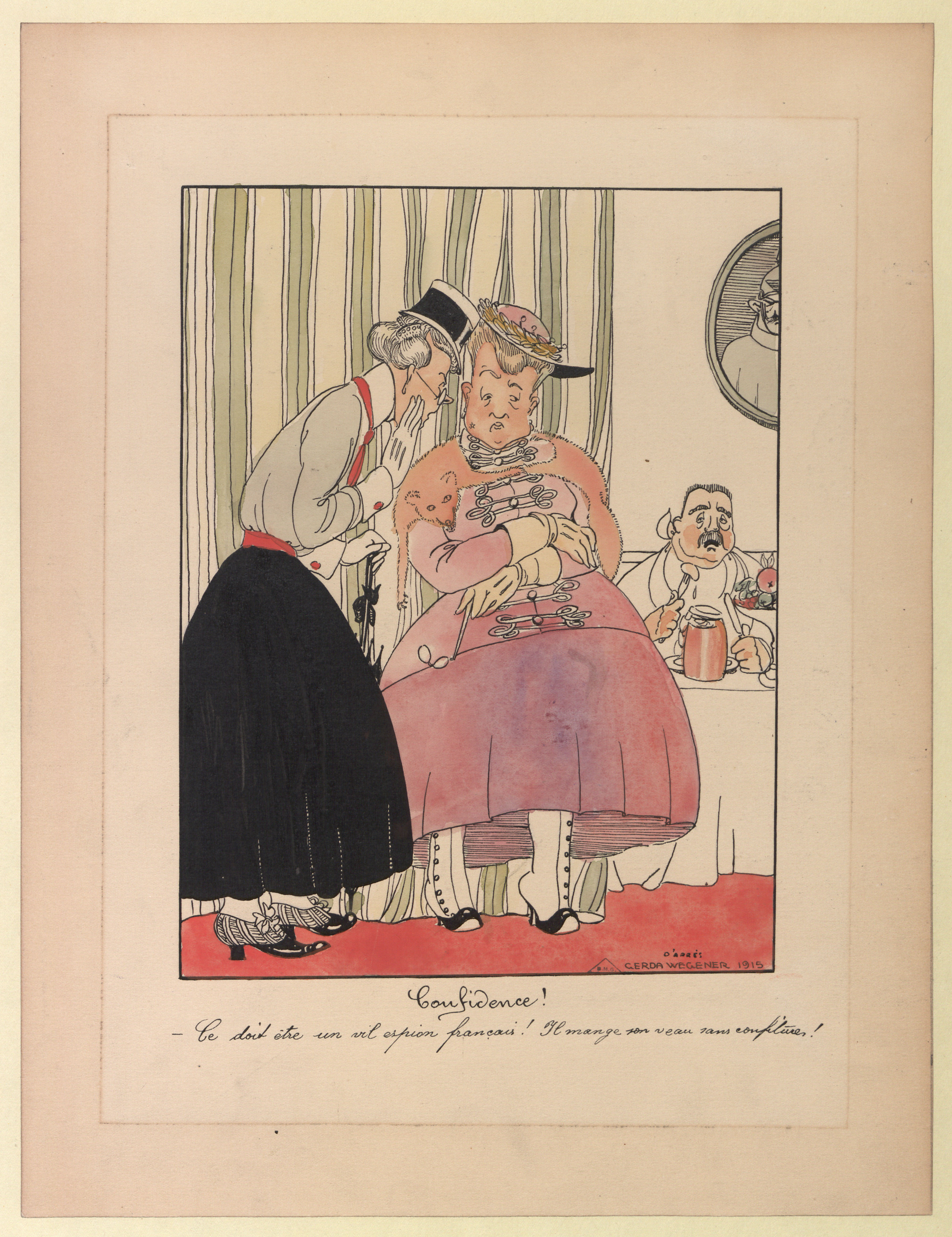
Gerda Wegener, Confidence !, Dessin de presse pour La Baïonnette – n° 19, 11 novembre 1915

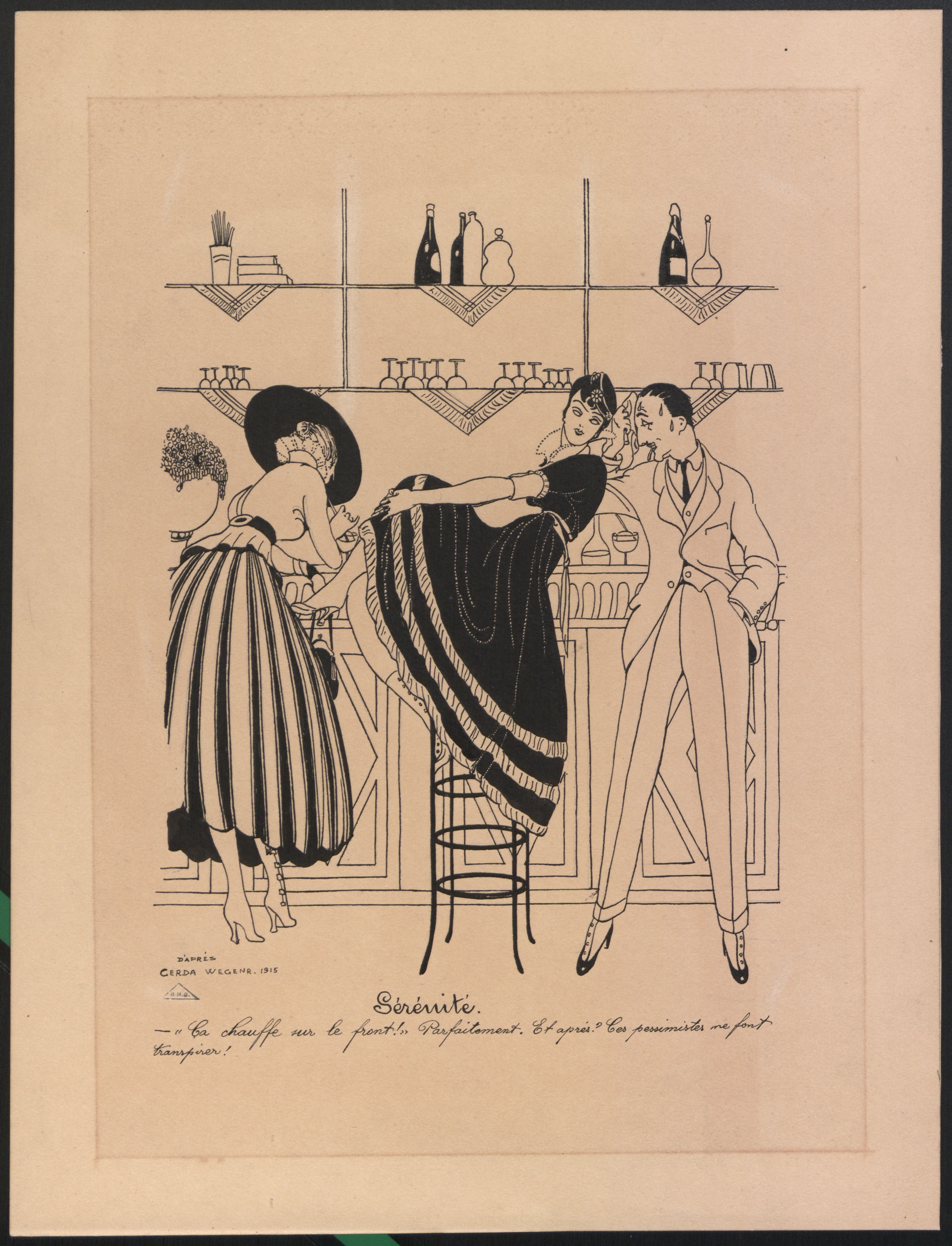
Sérénité, Gerda Wegener, La Baïonnette – n°13, 30 septembre 1915

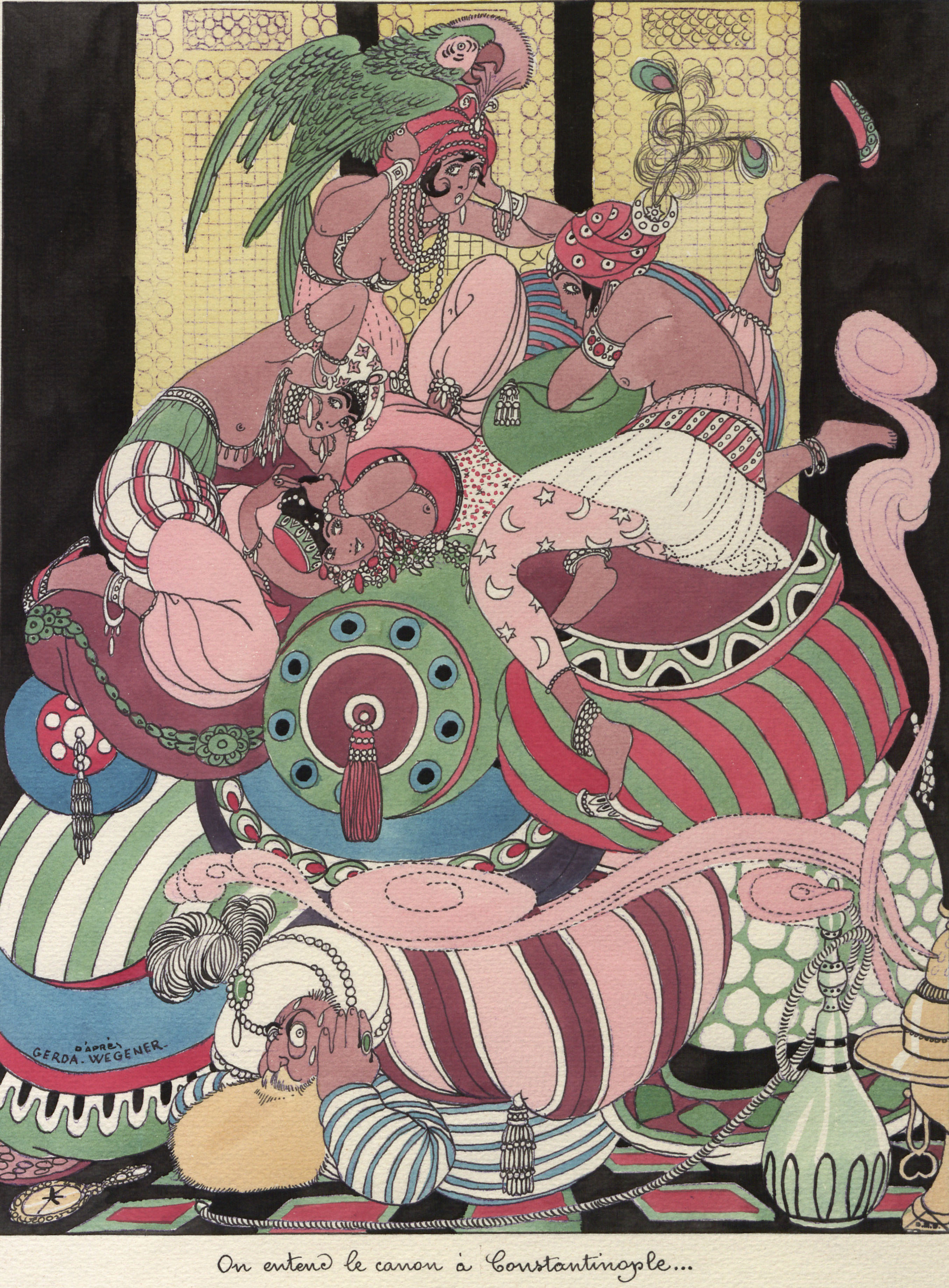
Gerda, Wegener, On entend le canon à Constantinople. Dessin de presse pour le journal La Baïonnette – n° 2, 15 juillet 1915.

#### Le Rire
Le 17 juillet 1915, un des dessins de l'artiste est publié dans le journal Le Rire, L'origine du Zeppelin. Cette occurrence à son travail est la seule connu pour le périodique. Le journal Le Rire est un journal satirique crée par Félix Juven en 1894. Le périodique réapparait sous le titre Le Rire rouge à partir du 21 novembre 1914 jusqu'à décembre 1918. Selon Mathilde Hémard, le format de guerre est similaire que le précédent. Il est composé de 12 pages, la première et la quatrième de couverture sont en couleur. L'avant-dernière page s'intitule Le Rire à l'étranger et présente des caricatures, qui s'opposent aux Allemands, provenant du monde entier.
Selon le Arken Museum of Modern Art, c'est notamment par l'intermédiaire de ce journal que l'artiste va pouvoir exposer ses caricatures au Salon des Humoristes. En effet, le Salon fut créé en 1907 par le directeur du Rire.

#### Fantasio

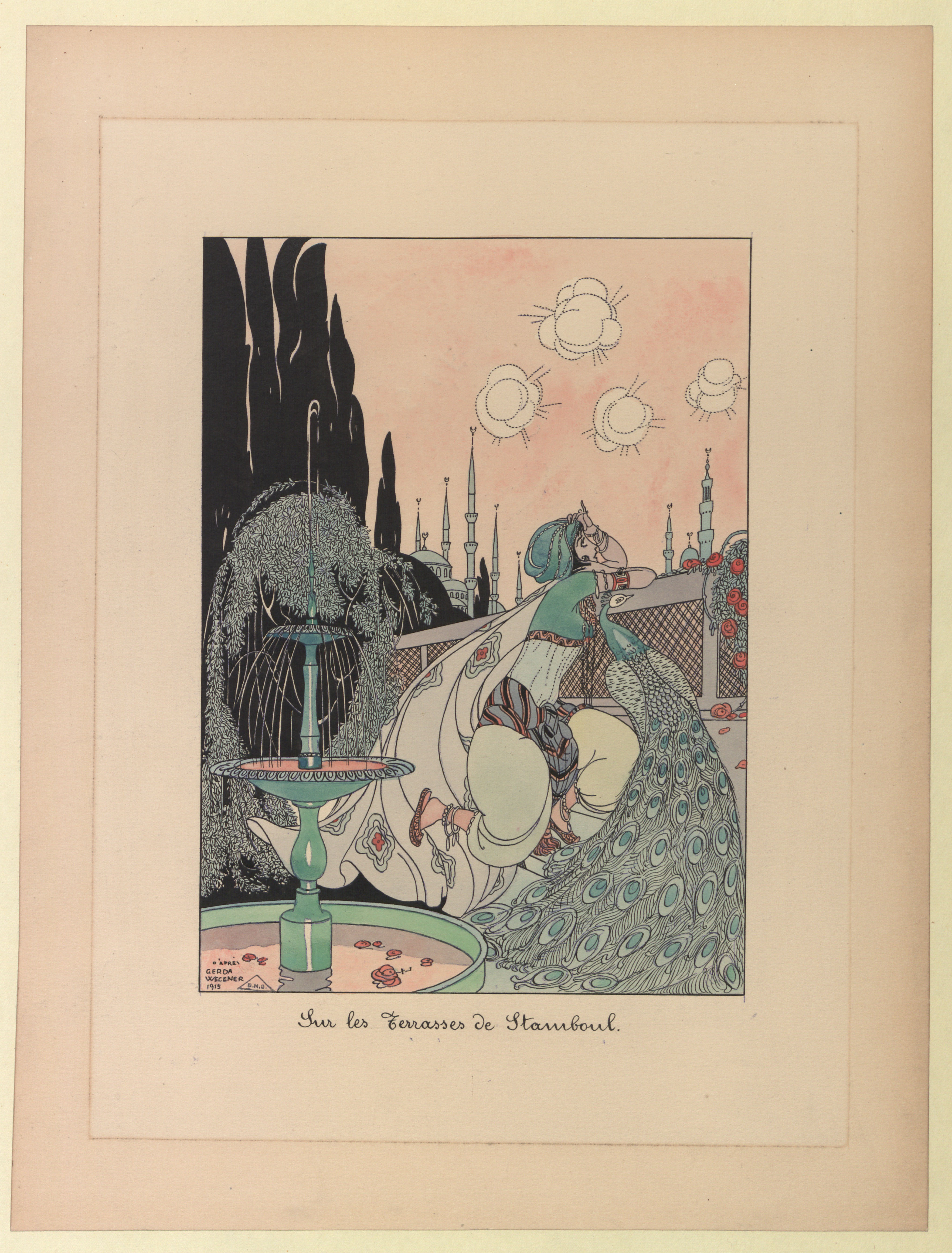
Gerda Wegener, Sur les terrasses de Stamboul, Fantasio, 1915.

Félix Juven, crée également en 1906 une revue humoristique en lien avec son journal Le Rire, le magazine Fantasio. Selon lui, « en fondant Fantasio, nous avons voulu créer un magazine gai, qui, à l'imitation du Rire, son aîné, ne craindrait pas d'amuser les lecteurs aux dépens de ceux qu'il lui plairait de choisir pour s'en moquer ».
C'est notamment dans ce magazine que Gerda Wegener va développer son style avec ses compositions de femmes très sensuelles.

#### La Vie parisienne
La Vie parisienne est un magazine illustré crée en 1863 par Emile Planat. Ce magazine est publié sans interruption jusqu'à 1970. Il est composé de diverses rubriques : Mœurs élégantes /Choses du Jour / Fantaisies/ Voyages/ Théâtres/ Musique/ Modes. En 1868 s'ajoute les rubriques Beaux-Arts et Sport. En 1905, le magazine s'oriente vers un public plutôt masculin et propose des illustrations érotiques. C'est dans ce cadre ci que l'artiste interviendra dans ce magazine.
Elle propose la représentation de femmes nues ou partiellement déshabillées dans des atmosphères principalement tirée des scènes vénitiennes tout en traitant de l'actualité de la guerre. Une de ses caricatures s'intitule Images Vénitiennes, 1915.

#### Le Sourire
Gerda Wegener travaillera également pour un périodique intitulé Le Sourire.
Elle dessinera comme pour La Vie parisienne des femmes souvent nues. Bien qu'aucune date précise ne soit donnée sur cette collaboration, d'après la datation des dessins, il semblerait qu'elle ait duré de 1917 à 1926 selon Mathilde Hémard.
Elle publie ses dessins dans d'autres journaux : Je sais tout, Politiken et dans les revues de mode de luxe comme le Journal des dames et des modes, La Guirlande, etc.

### Iconographie

#### Les femmes
Gerda Wegener se plaît à représenter les femmes dans ses nombreuses caricatures lors de la Première Guerre mondiale.
Selon Mathilde Hémard, l'artiste réalise de nombreux dessins représentant femmes en train d'attendre le retour de leur mari parti à la guerre. Elles sont généralement montrées en tenue légère laissant percevoir certaines parties du corps, assises ou allongées prenant des poses langoureuses dans des scènes d'intérieures. Dans plusieurs magazine, l'artiste réalise ce genre de dessin comme dans le magazine Fantasio avec Les hommes se battent...les femmes languissent, 1915. Elle représente deux femmes qui pensent à leur mari, et qui pour s'occuper, font de la couture. Dans le même registre, elle réalise Les nuits de Pénélope, 1915  ou Courrier du matin, une lettre du front, 1916 pour La Vie parisienne.
Pour Mathilde Hémard, on peut donc imaginer que toutes ces représentations de femmes réalisées par Gerda Wegener sont destinées à un public masculin parti faire la guerre et qui se rassure en voyant leur épouse les attendre toutes impatiemment.
Gerda Wegener utilise également l'image de la Française comme une arme pour attaquer les Allemandes tout au long de la période de la Première Guerre mondiale. Elle met en exergue le mythe de « La Française ». Ce mythe permet d'appuyer la supériorité de la France. Il devient alors pour elle « argument de guerre » pour Mathilde Hémard.

#### Les Allemands
La particularité de l'artiste est qu'elle représente la guerre sans violence au profit de l'humour et de la dérision.
Elle se complaît notamment à représenter les Allemands en utilisant les procédés de la caricature comme le grotesque ou l'exagération des traits pour les représenter. Elle traite également dans ses caricature du mauvais goût de ceux-ci. Le tout permettant de les humilier face aux lecteurs français.

## Entre-deux-guerres (1918-1939)
De l'illustration de presse, Gerda Wegener passe rapidement à celle des livres. D'abord avec quelques vignettes et ornements, puis, répondant à la demande des éditeurs de ce qui devient, entre les deux guerres, l'âge d'or du livre illustré, avec de grandes compositions tirées en hors texte. Ainsi livre-t-elle 12 planches pour les Contes de mon Père le Jars (1919), avant de donner pour Le Livre du bibliophile, collection créée par Georges Briffaut, plusieurs éditions de luxe d'aquarelles originales gravées sur cuivre à l'eau-forte en couleurs ou coloriées au pochoir. Francis Carco décelait dans le trait de l'artiste cet « art d'intention voluptueuse », dont elle usait magistralement pour nombre de ses compositions érotiques dans Pour illustrer l'Œuvre du Divin Arétin (vers 1915-1916), Les Délassements d'Eros, accompagnés parfois des Douze sonnets lascifs d'Antoine de Vérineau (alias Louis Perceau) ou des Douze quatrains pour illustrer des aquarelles de Pierre Bragenell.
Elle expose ses portraits de femmes aux Salons d'automne, des Indépendants et au Salon des humoristes, dessine des vitraux, mosaïques et façades des boutiques de luxe. Elle expose également à la Société des amis des arts de Bordeaux de 1926 à 1930.
Elle signe aussi plusieurs créations publicitaires.
Einar, son mari est un de ses modèles favoris, découvre son identité féminine et décide d'entamer une transition physique. Avec le soutien de Gerda dans ses transformations physiques, elle devient ainsi, en 1930, la première femme transgenre à bénéficier d'une chirurgie de réattribution sexuelle, sous le nom de Lili Elbe. Leur mariage est annulé par le roi du Danemark Christian X en octobre 1930, à la suite de cette transition. Malheureusement, une deuxième opération crée des complications et Lili Elbe meurt en 1931.
Après la mort de Lili, Gerda se remarie avec un officier italien, le pilote de guerre Fernando Porta, avec qui elle vit principalement au Maroc ; elle divorce en 1936. Ruinée par son dernier mari, elle retourne vivre à Copenhague en 1938 où elle expose une dernière fois juste avant sa mort et l'invasion de son pays par l'Allemagne nazie.
Ses œuvres sont présentes dans les collections françaises du musée du Louvre et du Centre Georges-Pompidou.

## Illustratrice de livres
- J.-H. Rosny aîné, Amour étrusque, Paris, La Renaissance du livre, coll. « In Extenso » n° 83, [1914]
- Maurice de Waleffe, Le Peplos vert, Paris, La Renaissance du livre, « coll. In Extenso » n° 134, [1915 ?]
- Maurice Magre, Les Colombes poignardées, Paris, Éditions de Paris, 1917
- Léo Larguier, L'Abdication de Ris-Orangis, Paris, L'Édition française illustrée, 1918, 333 p. (lire en ligne).
- Éric Allatini, Contes de mon père le jars, Paris, L'Édition française illustrée, 1919
- Charles Guyot, Le Livre des Vikings, coll. Épopées et légendes, Paris, L'édition d'Art Henri Piazza, 1924
- Alexandre de Vérineau, Douze sonnets lascifs, Erotopolis, À L'enseigne du Faune [d.i. Paris, Maurice Duflou, 1925] — suite d'aquarelles intitulée Les Délassements d'Éros
- Casanova de Seingalt, Une aventure d'amour à Venise, Paris, Georges Briffaut, coll. « Le Livre du bibliophile », 1927
- Les Contes de La Fontaine, tome I & II, coll. « Le Livre du bibliophile », Paris, Georges Briffaut, 1928-1929
- Éric Allatini, Sur talons rouges. Contes, Paris, G. Briffaut, 1929, 152 p. (lire en ligne).
- Théophile Gautier, Fortunio, Paris, Georges Briffaut, 1934

## Postérité
En 2000, l'écrivain américain David Ebershoff publie Danish Girl, qui raconte la vie de Lili et Gerda. Ce livre est adapté au cinéma sous le même titre, réalisé par Tom Hooper et sorti en 2015. Dans le film, elle est interprétée par Alicia Vikander, ce rôle lui valant notamment l'Oscar de la meilleure actrice dans un second rôle en 2016.
De novembre 2015 à mai 2016, l'Arken Museum of Modern Art (en) au Danemark consacre une exposition rétrospective à Gerda Wegener.

## Galerie

Œuvres de Gerda Wegener
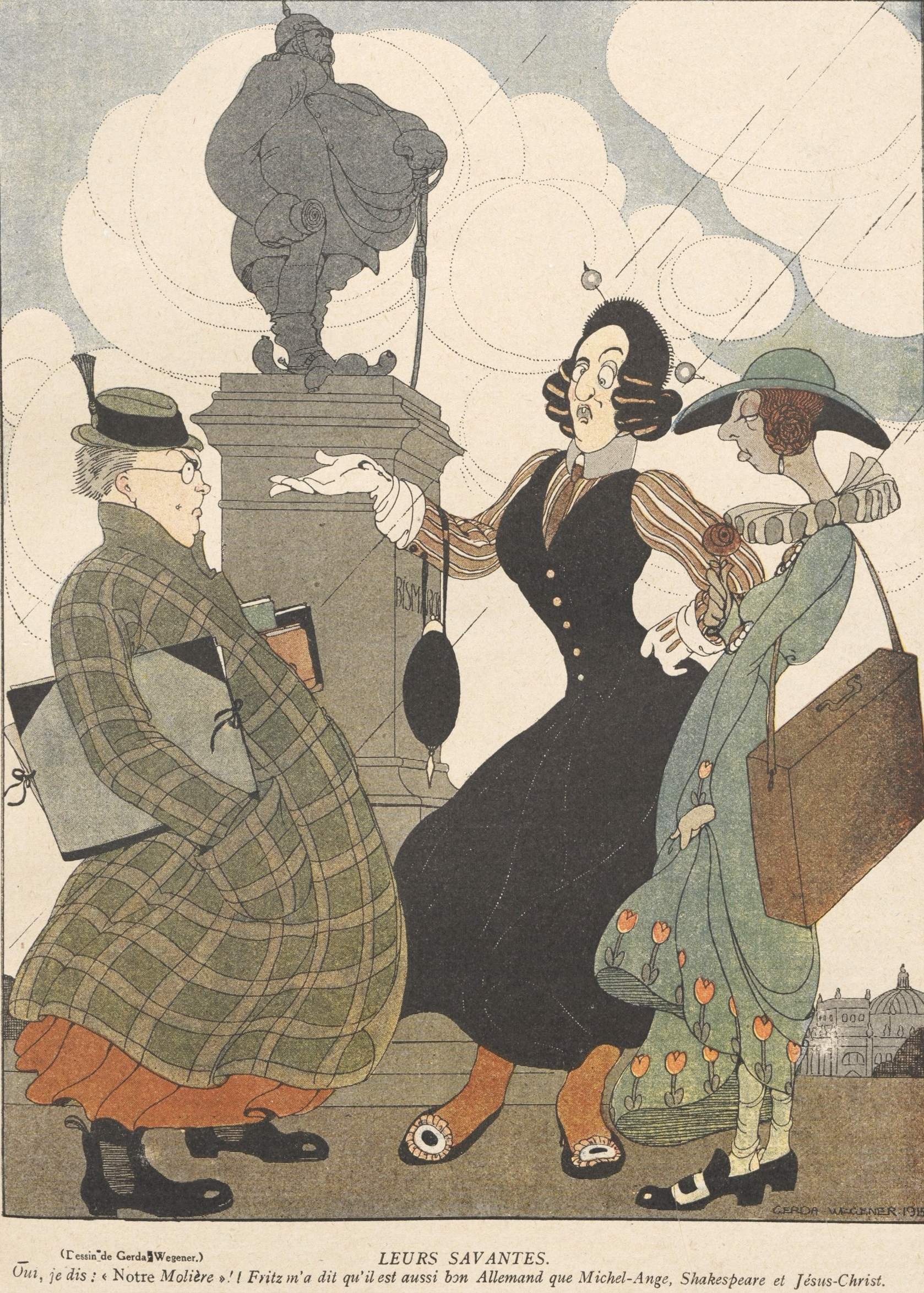
Leurs savantes, revue La Baïonnette
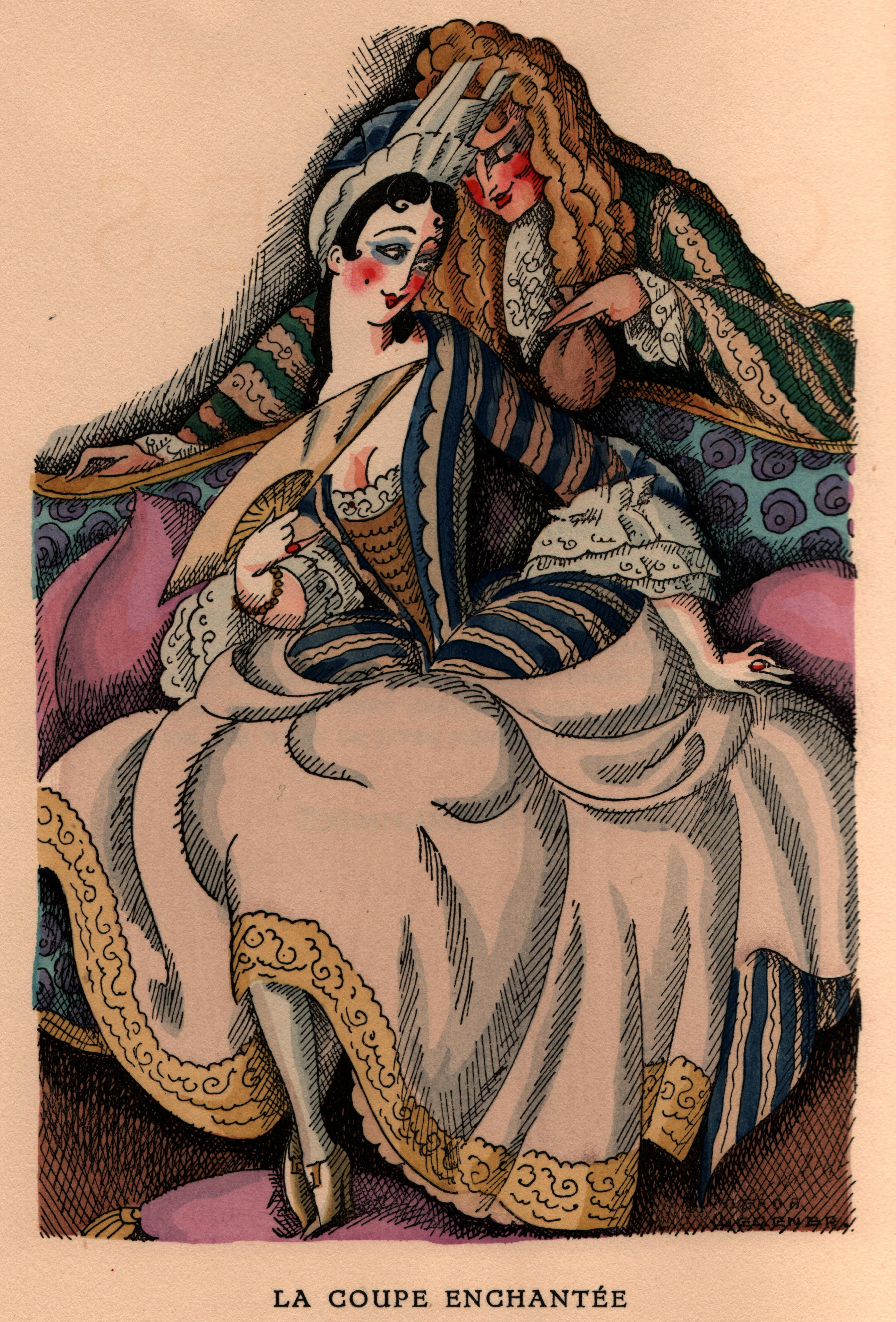
Frontispice des Contes de La Fontaine (tome I).
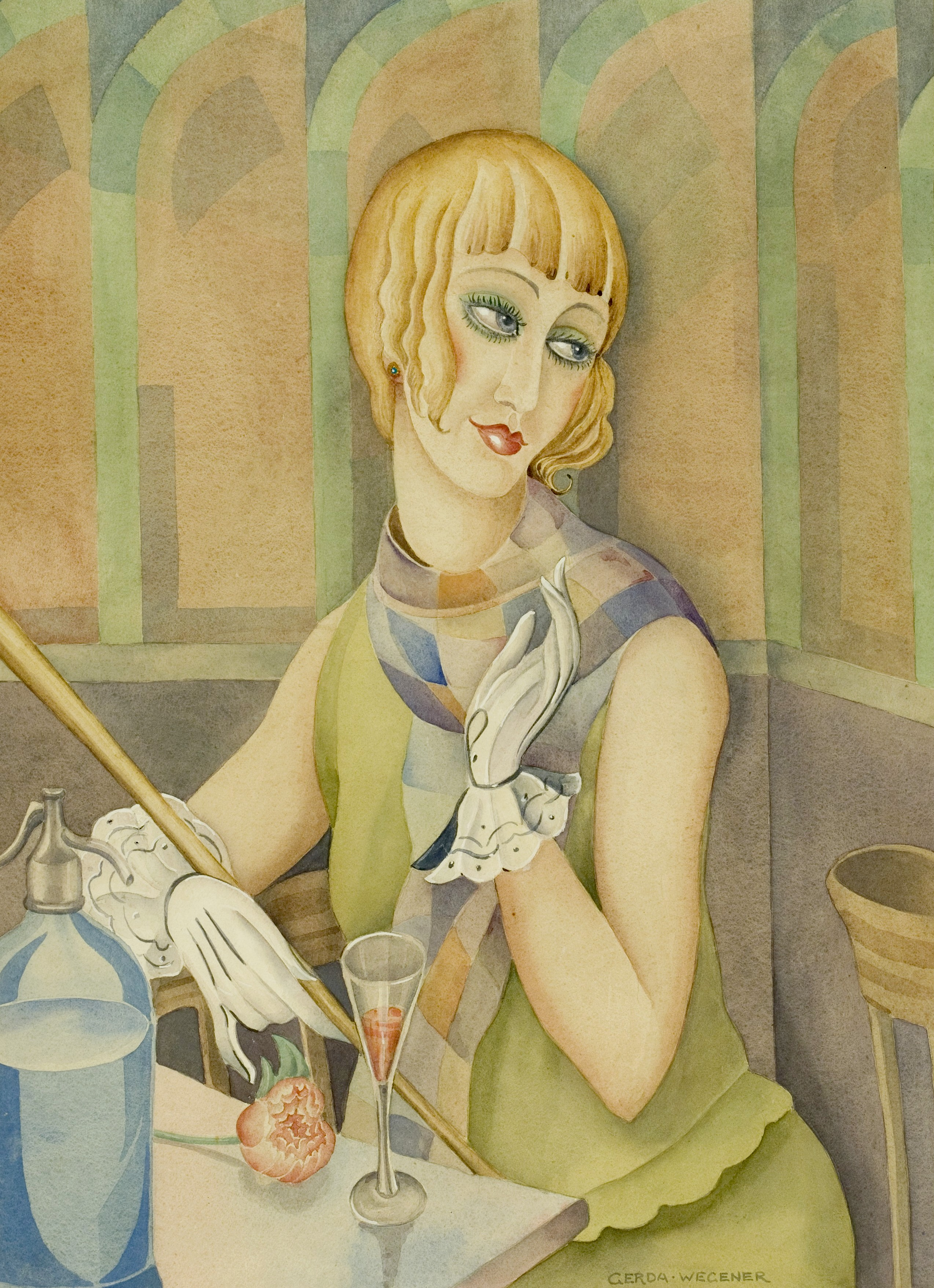
Portrait de Lili Elbe.
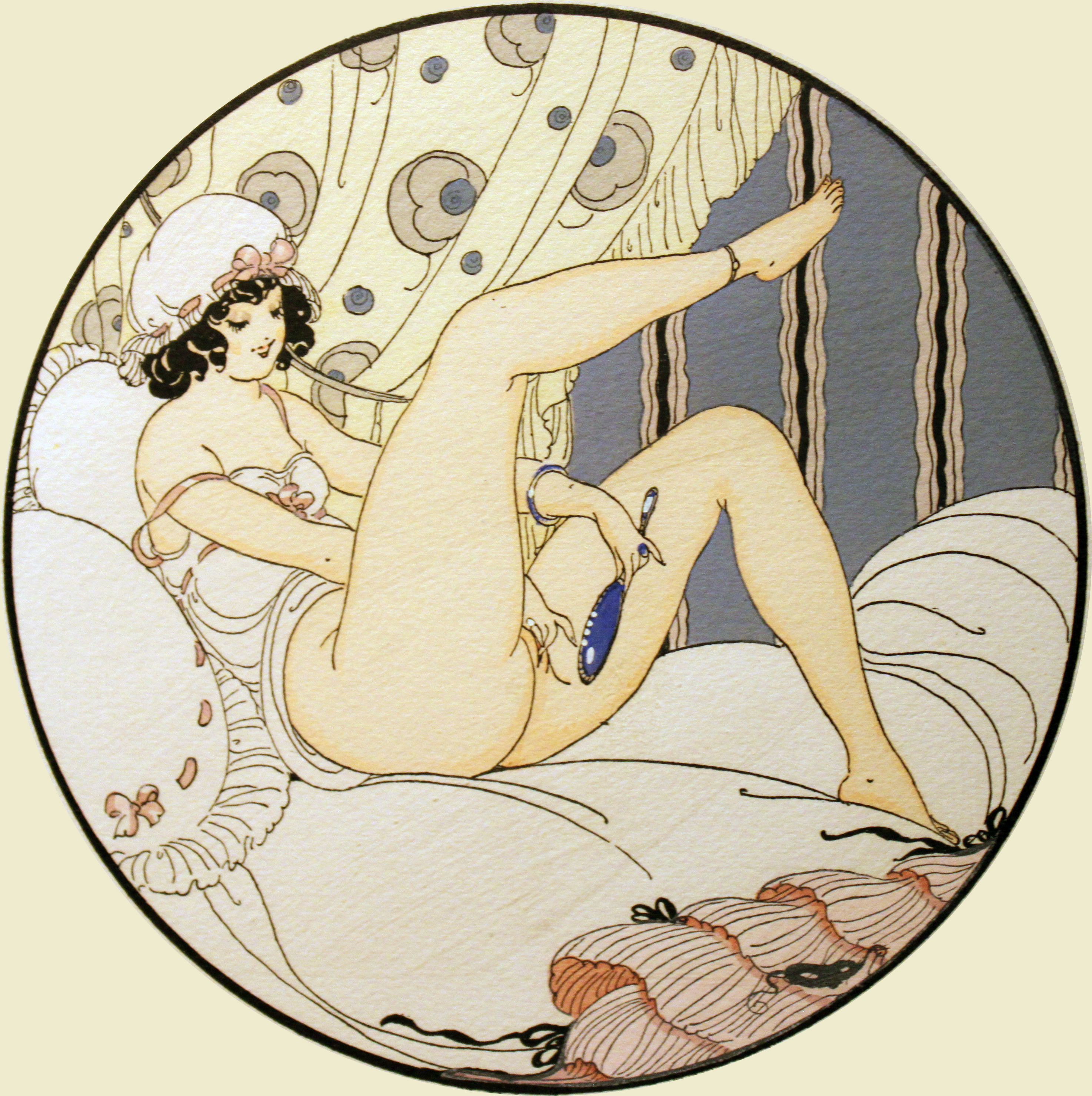
Les Délassements d'Éros (aquarelle, 1925).
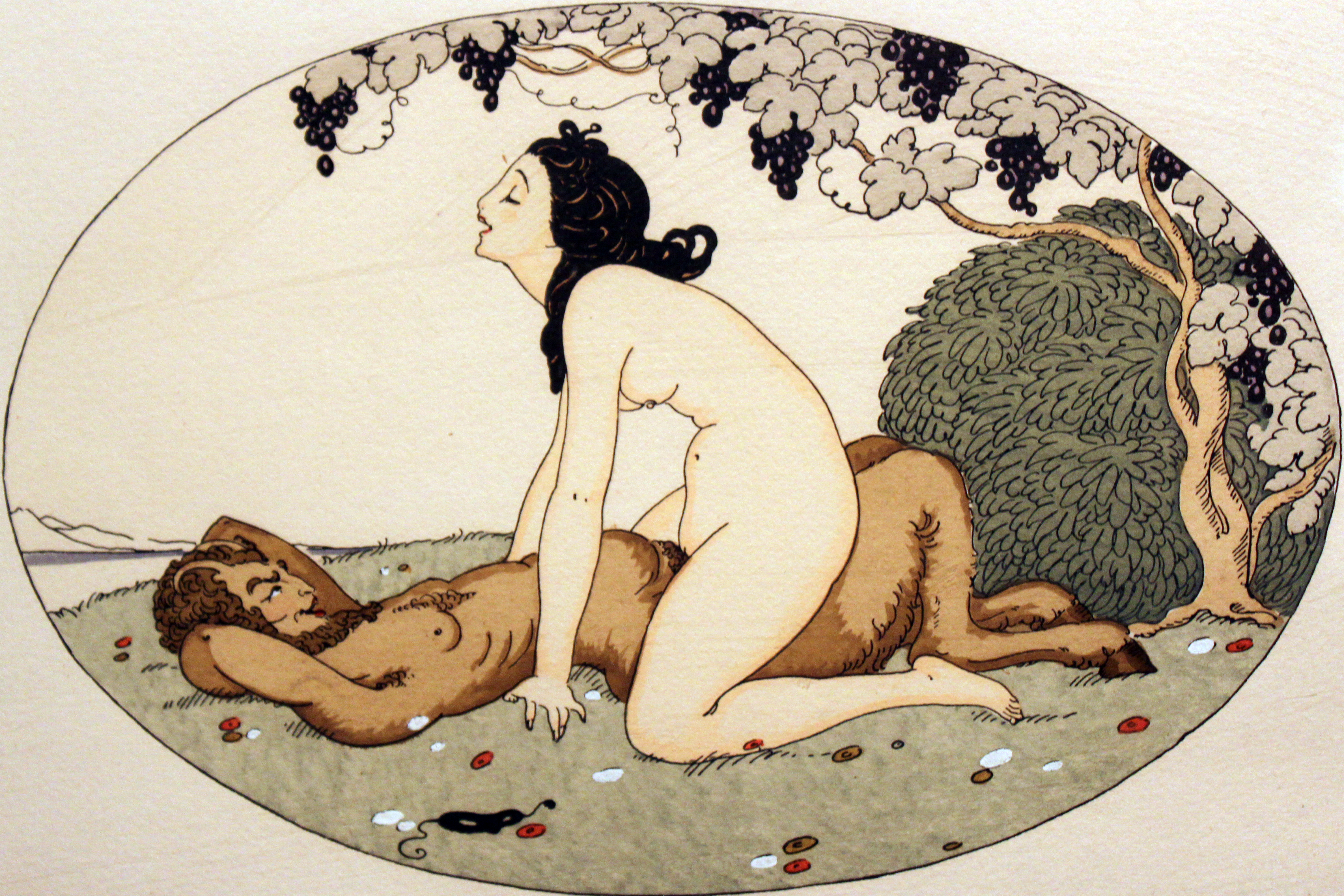
Les Délassements d'Éros (aquarelle, 1925).